# فلوتوپرازپام
فلوتوپرازپام (انگلیسی: Flutoprazepam) یک دارو از خانواده بنزودیازپین با استفاده محدود است. خواص شل کننده عضلانی آن تقریباً معادل دیازپام است - با این حال، اثرات آرام بخش، خواب آور، ضد اضطراب و ضد تشنج قوی تری دارد و از نظر وزن تقریباً چهار برابر قوی تر از دیازپام است. این دارو به دلیل متابولیت‌های فعال طولانی‌مدت خود، اثر طولانی‌تری نسبت به دیازپام دارد، که به طور قابل‌توجهی به اثرات آن کمک می‌کند. متابولیت اصلی فعال آن n-دس آلکیل فلورازپام است که به عنوان نورفلورازپام نیز شناخته می شود، که همچنین متابولیت اصلی فلورازپام (نام تجاری Dalmane) است.
فلوتوپرازپام معمولاً برای درمان بی خوابی شدید استفاده می شود و همچنین ممکن است برای درمان زخم معده استفاده شود.